# Filodes normalis
Filodes normalis là một loài bướm đêm trong họ Crambidae.